# 斯大林的個人崇拜

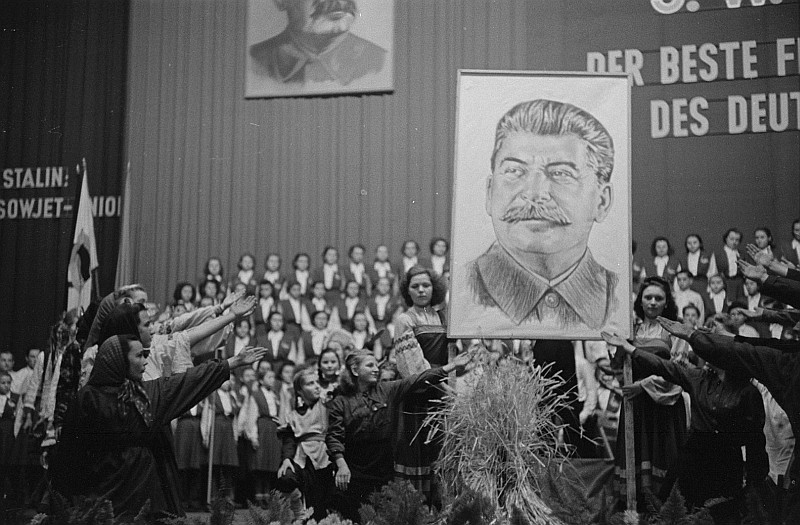
1950年在萊比錫的一次公共活動中展示的斯大林畫像

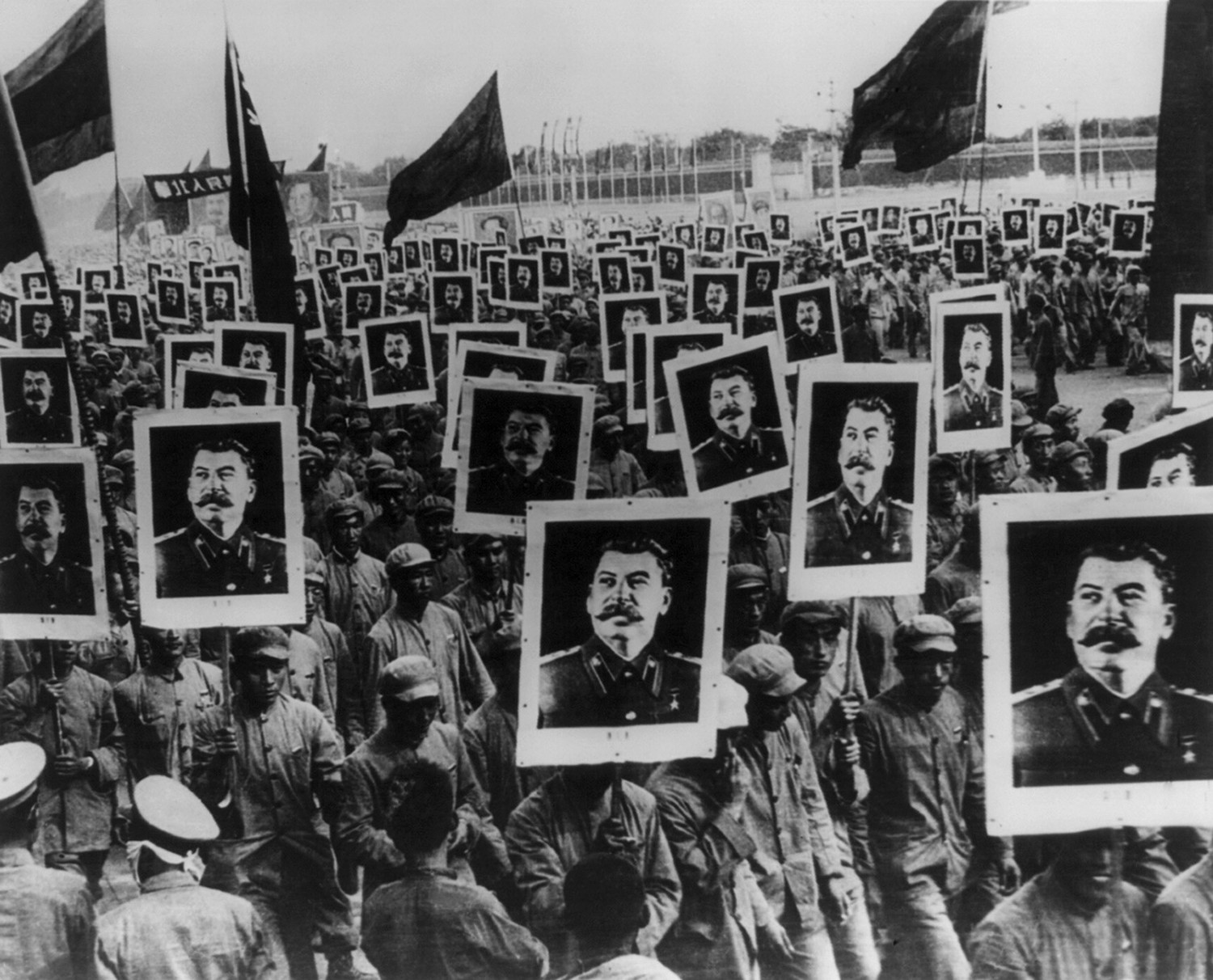
中華人民共和國民眾遊行慶祝斯大林70歲生日

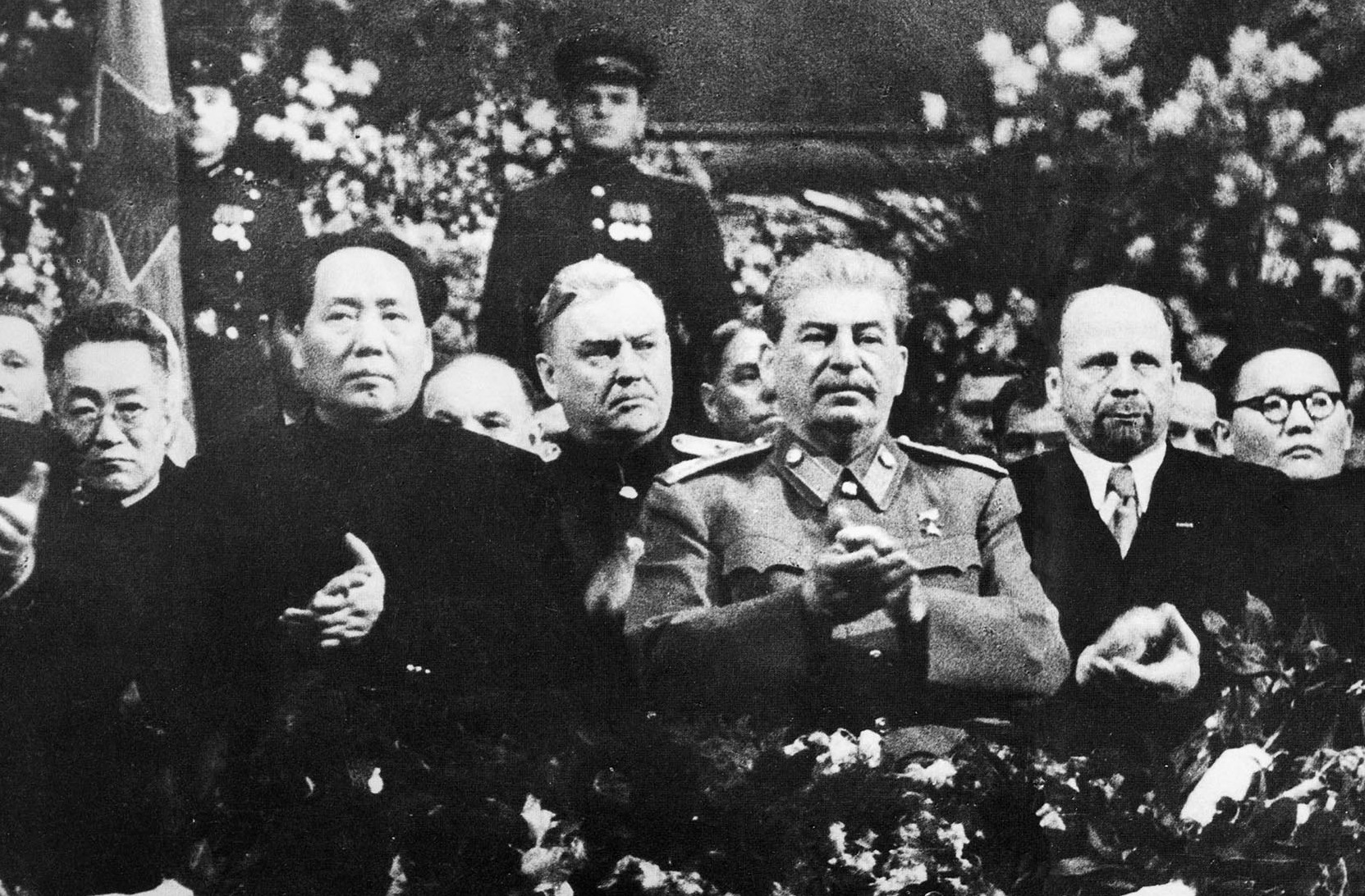
在慶祝斯大林70周歲的生日典禮上，斯大林與尼古拉·布尔加宁元帥、中國共產黨領袖毛澤東、蒙古共產黨領袖尤睦佳·澤登巴爾和東德共產黨領袖瓦爾特·烏布利希坐在一起

約瑟夫·斯大林的個人崇拜在1929年成為蘇聯流行文化的一個顯著特徵。在斯大林統治的其餘時間裡，蘇聯媒體將斯大林描繪成一位無所不能、無所不知的領導人，斯大林的名字和形象無處不在。歷史學家阿奇·布朗將1929年12月21日慶祝斯大林50歲生日作為他個人崇拜的起點。

## 斯大林與青年

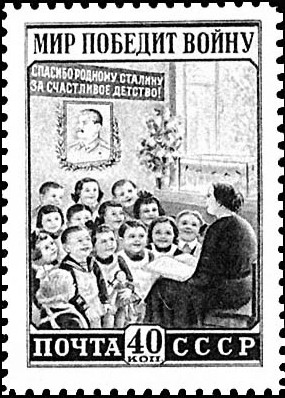
1950年的郵票，牆上的橫幅上寫著：“親愛的斯大林，感謝您賜予我們快樂的童年！”

斯大林崇拜的一種傳播方式是通過1918年創建的蘇維埃俄羅斯共青團——全聯盟列寧主義青年共產主義聯盟。這些年輕人的年齡從9歲到28歲不等，這使其成為培養他們對蘇共的忠誠的有利工具。這個組織的創建是為了將下一代培養成斯大林所設想的社會主義者。成為該組織的一員對參與者有利，因為在獲得獎學金和工作方面，他們比非成員更受青睞。他們會關注青少年的行為和性格。鼓勵孩子們反對任何不體現社會主義價值觀的人。如果出現學生在校園撒謊和作弊的情況，會導致“課堂審判”。斯大林希望在他對未來蘇聯的形像中佔上風，因此他實施了一項懲罰青少年犯罪的法令，以確保他們能為他的理想社會鋪平道路。

## 黨內崇拜
個人崇拜主要存在於蘇聯群眾之中。蘇共中央政治局成員和黨的其他高級官員之間沒有明確的崇拜表現。然而，由於害怕被邊緣化，反對者有時不願誠實地表達自己的觀點。這種自我審查的氛圍造成了政府無可爭議地支持斯大林的假象，而這種明顯的支持進一步助長了蘇聯民眾的崇拜。政治局和共產國際秘書處(ECCI) 也給人以一致決定的印象，儘管通常情況並非如此。日丹諾夫和卡岡諾維奇等政治局的許多高級領導人有時不同意斯大林。並非斯大林的所有建議都獲得通過，但這並沒有為黨領導層以外的人所知。黨的領導層討論和辯論了各種替代方案，但總是向外界展示自己是鐵板一塊，以顯得更強大、更可信和統一。在領導層中，這也被認為是正確的列寧主義實踐中，因為列寧主義的民主集中製組織原則提供了“辯論的自由”，但在做出決定後要求“行動的統一”。少數人認為他們有責任服從多數人的意願，而斯大林本人在失去選票時就實踐了這一點。

## 斯大林本人的看法
斯大林不贊成也不信任他周圍的個人崇拜。與列寧一樣，斯大林在直接場合表現得謙虛謙遜。在 1930 年代，斯大林發表了幾次演講，削弱了個別領導人的重要性，並貶低了圍繞他形成的個人崇拜，將這種個人崇拜描繪成非布爾什維克；相反，他強調了更廣泛的社會力量的重要性，例如工人階級。斯大林的公開行為似乎為他公開表示對個人崇拜的蔑視：斯大林經常編輯克里姆林宮招待會的報導，刪減針對他的掌聲和讚揚，並增加對其他蘇聯領導人的掌聲。沃爾特·杜蘭蒂說，斯大林在他對這位獨裁者的採訪草稿中將一句話從“列寧衣缽的繼承者”修改為“列寧的忠實僕人”。
1934年的一面旗幟上印有馬克思、恩格斯、列寧和斯大林，但斯大林的名字從旗幟上刪除了，但到1938年，他對印有他名字的旗幟感到非常滿意。儘管如此，在 1936 年，斯大林還是禁止以他的名字重新命名地方。在一些回憶錄中，莫洛托夫聲稱斯大林抵制個人崇拜，但很快就適應了。
1938年初，尼古拉·葉若夫提議將莫斯科改名為“斯大林達爾”。這個問題是在最高蘇維埃主席團會議上提出的。然而，斯大林否定了這個想法。因此，這座城市保留了莫斯科這個名字。
蘇聯人民對斯大林的崇敬是因為他作為蘇聯在第二次世界大戰中戰勝納粹德國的領導者，有助於穩定他們對蘇聯制度的信念，這是斯大林意識出現的一個重要因素。歷史學家阿奇·布朗寫道：“斯大林本人相信他的‘形象’……作為一個有魅力的、幾乎是超人的領袖，有助於鞏固對共產主義的支持並賦予它合法性。” 斯大林始終堅信，俄羅斯人民，尤其是農民，習慣於由沙皇一人統治，不了解蘇聯權力和治理結構的複雜性。因此，必須有一個人被認為是統治者，一個他們可以做到的人，用他的話說“尊敬並以他的名義生活和工作”。1940年，Gunther指出“[斯大林]知道俄國人理解大師”。他說，獨裁者本可以很容易地停止崇拜，但“允許並鼓勵他自己的虛擬神化”。“或者他可能喜歡這種崇拜"，Gunther推測道。
然而，斯大林阻止了對他私人和家庭生活的所有興趣，只透露了有限的個人信息。他很少公開露面或會見大使，截至1940年，20年來只正式會見了7名外國記者進行正式採訪，第一個五年計劃期間有18個月沒有發表演講或公開露面。

## 個人崇拜的結束

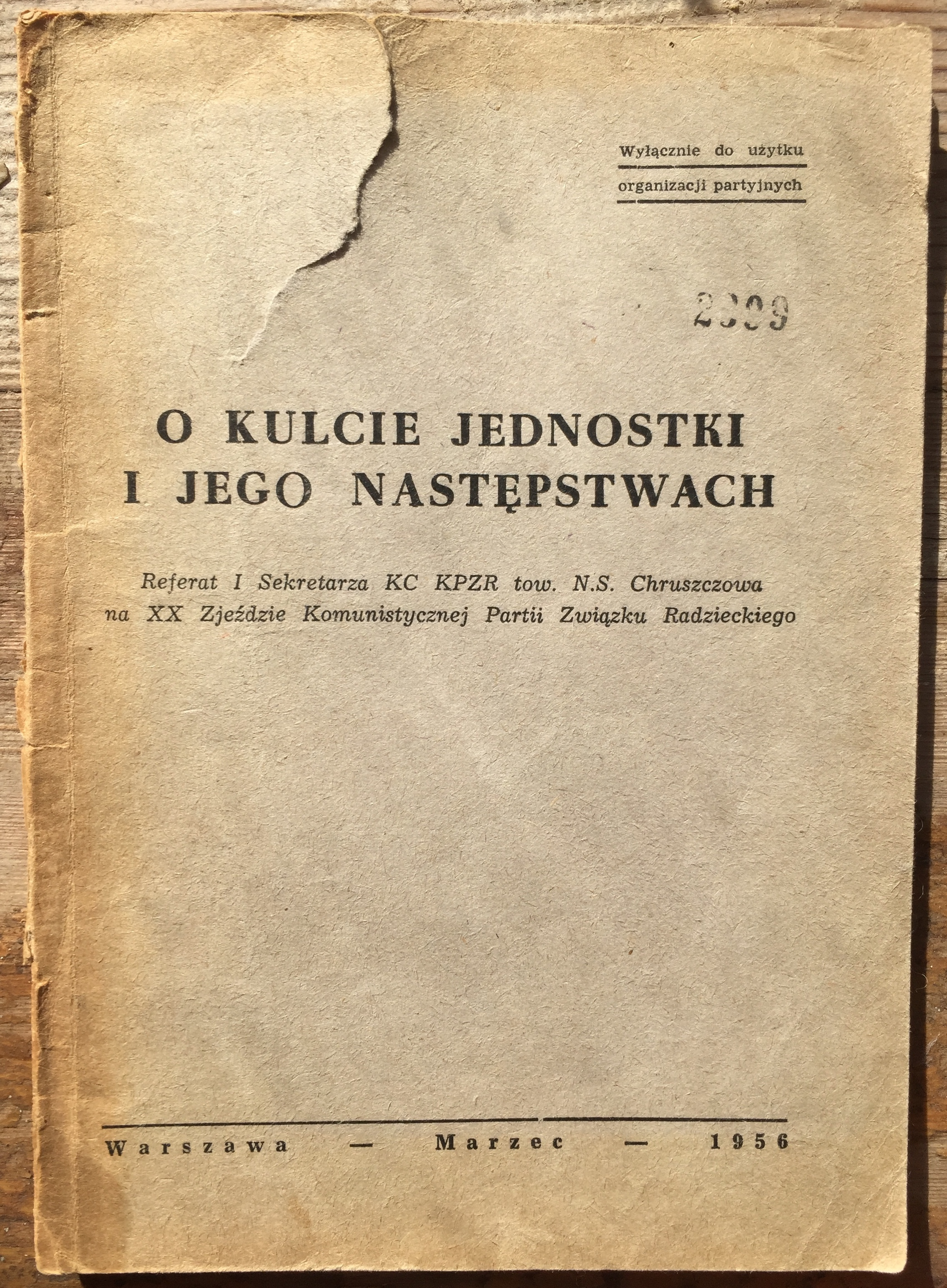
1956年3月，秘密演講的第一版

去斯大林化是斯大林逝世後發生的政治改革過程，約瑟夫斯大林在位期間的大部分行為受到譴責，政府進行改革。1956年2月時任總書記尼基塔·赫魯曉夫在苏共二十大上批判他的形象、領導和社會主義合法性的開始。斯大林領導的終結帶來了積極和消極的變化。變化和後果圍繞政治、藝術和文學、經濟領域、社會結構展開。
如今，在俄羅斯各地的教室裡，學生們學習現代教科書，這本教科書將斯大林簡單地描繪成一位高效的領導者，但是，他負有採取極端措施保護俄羅斯並確保其在全球範圍內發揮領導作用的責任。2019年的一項民意調查發現，儘管只有51%的俄羅斯人仍然以積極的態度看待斯大林，但仍有70%的俄羅斯人認為斯大林對俄羅斯歷史產生了積極影響。